# Schloss Nemours

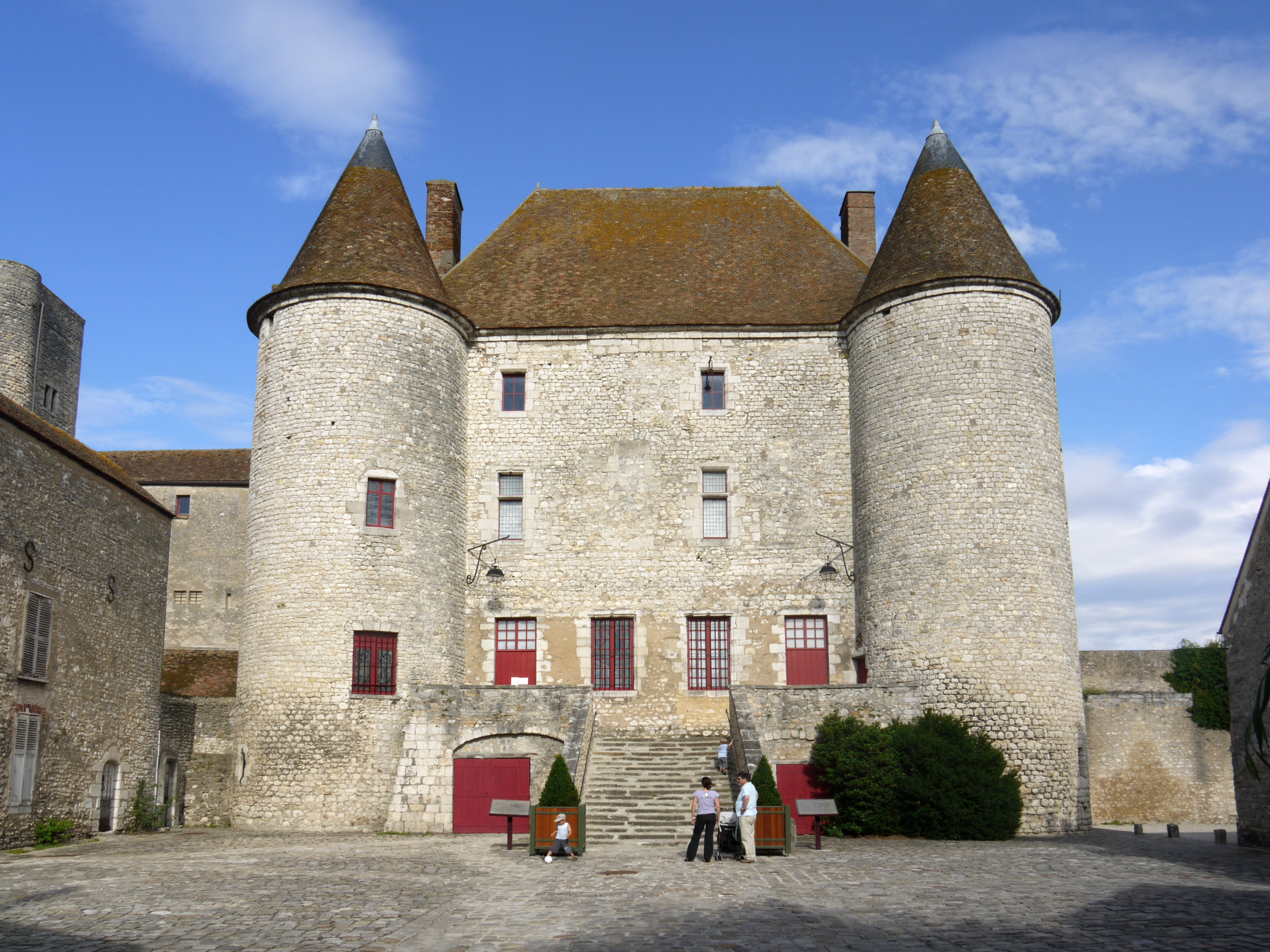
Schloss von Nemours

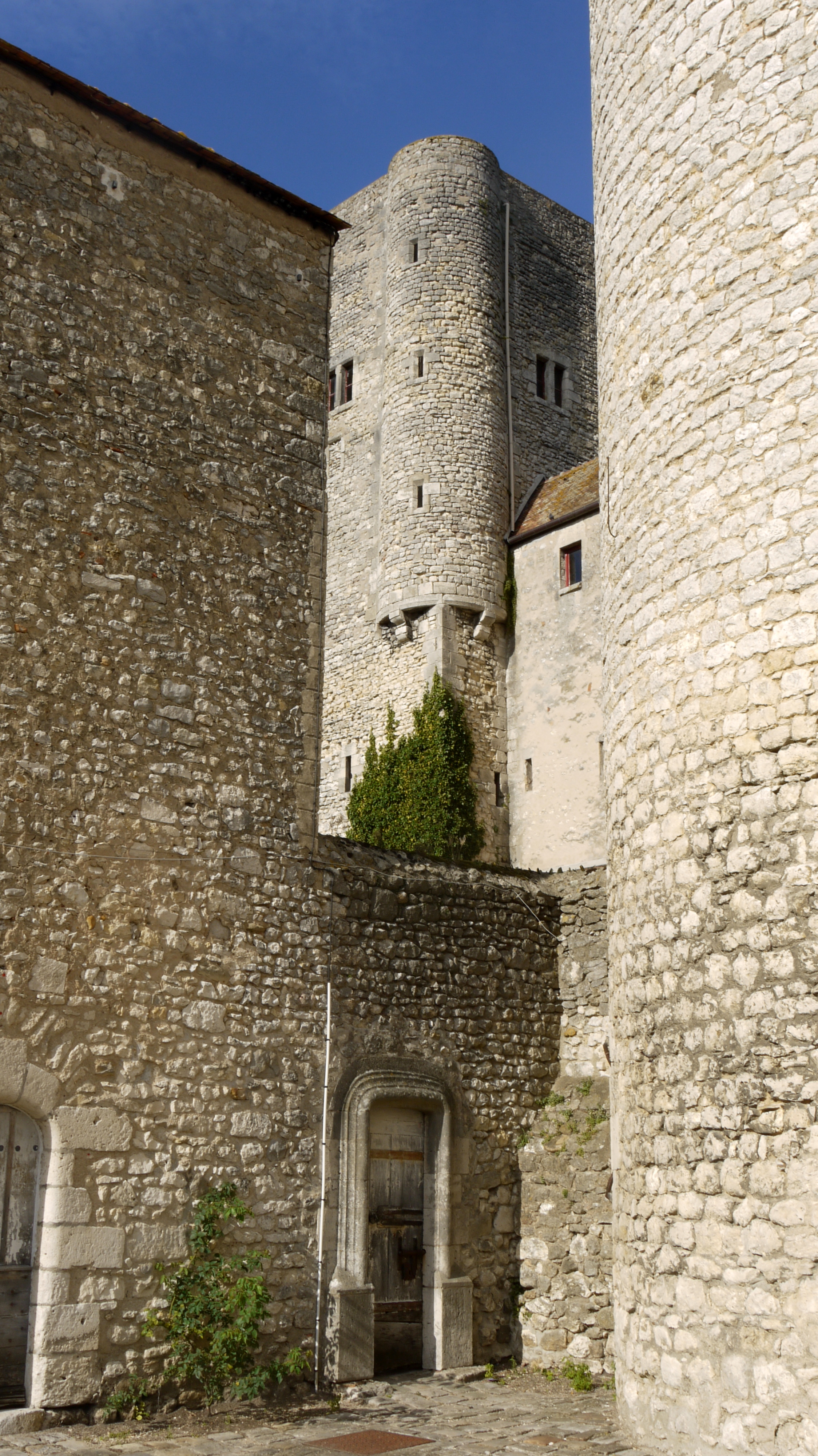
Wachturm, genannt Tour de guet

Das Schloss Nemours in Nemours, einer Gemeinde im Département Seine-et-Marne in der französischen Region Île-de-France, wurde ab dem 12. Jahrhundert errichtet. Im Jahr 1926 wurde das Schloss als Monument historique in die Liste der Baudenkmäler in Frankreich aufgenommen.

## Geschichte
Gaulthier I. von Nemours ließ im letzten Drittel des 12. Jahrhunderts das Schloss als Teil einer neuen Stadtanlage, zu der auch ein Kloster mit der Kirche St-Jean-Baptiste gehörte, errichten. Es liegt am linken Ufer des Flusses Loing und nahe der alten Brücke, sodass es zur Verteidigung der Stadt und Überwachung der  Brücke dienen konnte. Das festungsartige Schloss wurde im 15. und 17. Jahrhundert umgebaut.

## Beschreibung
Das Schloss besitzt einen Donjon, vier runde Ecktürme und einen rechteckigen Wachturm (Tour de guet) mit einer Höhe von 26 Metern. Der dem Fluss abgewandte Hof (cour d’honneur) wird von alten Häusern umgeben, die den ursprünglichen Ortskern bildeten.

## Heutige Nutzung
Im Jahr 1903 wurde im Schloss ein Museum der Stadtverwaltung eröffnet, das Kunstwerke (Gemälde, Grafiken und Drucke) des 19. und 20. Jahrhunderts zeigt. Später kamen Ausstellungsstücke hinzu, die der Stadtgeschichte gewidmet sind.